# Neudorf (Prichsenstadt)
Neudorf ist ein Stadtteil von Prichsenstadt im unterfränkischen Landkreis Kitzingen.

## Geografische Lage
Das Dorf liegt im Osten des Prichsenstadter Gemeindegebietes. Der Norden wird von Bimbach eingenommen, während im Nordosten, Osten und Südosten der Landkreis Schweinfurt beginnt. Im Süden liegt die sogenannte Lochmühle, die ein Teil der Altenschönbacher Gemarkung ist. Westlich des Ortes ist Neuses am Sand zu finden, im Nordwesten liegt Brünnau. Im Nordosten der bebauten Fläche ist das Waldgebiet Krackentännig. Ein Teil des Waldes ist als Naturwald Krackentännig unter Schutz gestellt. 
Die nächstgelegenen, größeren Städte sind Gerolzhofen mit einer Entfernung von etwa 6,5 Kilometern und Volkach, welches ungefähr 11 Kilometer weit weg ist.

## Geschichte
Die Gründung des Ortes erfolgte vermutlich im 11. Jahrhundert, die Würzburger Fürstbischöfe ließen das Dorf anlegen. Erstmals in den Quellen wird „nova villa“ im Jahr 1237 greifbar. Im Jahr 1407 kaufte Dietrich Fuchs von Bimbach Neudorf als Lehen von den Würzburger Bischöfen. Im Jahr 1972 wurde Neudorf Teil der Großgemeinde Prichsenstadt.

## Sehenswürdigkeiten
Im Jahr 1864 entstand das Gemeindehaus des Ortes. Es wurde mit einem viereckigen Dachreiter mit Wetterhahn verziert.

## Bildung
Neudorf liegt heute im Sprengel der Grundschule im Hauptort Prichsenstadt. Ab der 5. Klasse besuchen die Kinder die Nikolaus-Fey-Mittelschule in Wiesentheid. Weiterführende Schulen können mit der Mädchenrealschule in Volkach und mit der Realschule in Dettelbach besucht werden. Gymnasien gibt es in Münsterschwarzach (Egbert-Gymnasium), Volkach-Gaibach (Franken-Landschulheim Schloss Gaibach), Wiesentheid (Steigerwald-Landschulheim) und Kitzingen (Armin-Knab-Gymnasium).

## Töchter und Söhne
- Eduard Brendel (1883–1967), in Neudorf (damals Teil der Kirchengemeinde Oberschwarzach) geborener, 1909 in Würzburg geweihter Priester (sechs Jahre Kaplan in Urspringen, von 1915 bis 1924 Expositus in Duttenbrunn, von 1924 bis 1965 Pfarrer in Unterleinach); Ehrenbürger Unterleinachs ab 1954; ab 1961 bischöflicher Geistlicher Rat, gestorben in Würzburg, beerdigt im Priestergrab Unterleinach.[3]